# Bird (motorfiets)
Bird was een Amerikaanse fabriek van minibikes (zeer kleine motorfietsjes) uit de jaren zestig.
In de jaren zeventig reden er in de VS meer dan een miljoen van deze kleine motorfietsjes die makkelijk in de kofferbak van een auto konden worden meegenomen. De Bird-machines hadden kleine wieltjes en een Tecumseh-viertaktmotor van 120 of 148 cc.